# Law & Order (seizoen 16)
Dit artikel vat het zestiende seizoen van Law & Order samen.

## Hoofdrollen
- Dennis Farina - hoofdrechercheur Joe Fontana
- Jesse L. Martin - rechercheur Ed Green
- S. Epatha Merkerson - inspecteur Anita Van Buren
- Sam Waterston - eerste hulpofficier van justitie Jack McCoy
- Annie Parisse - hulpofficier van justitie Alexandra Borgia
- Fred Thompson - officier van justitie Arthur Branch

## Terugkerende rollen
- Leslie Hendrix - dr. Elizabeth Rodgers
- Carolyn McCormick - dr. Elizabeth Olivet
- Selenis Leyva - rechercheur Rivera
- Peter McRobbie - rechter Walter Bradley

## Afleveringen
| Aflevering | Titel                | Regisseur          | Schrijver                   | Uitzenddatum      | Selectie gastrollen |
| --- | -------------------- | ------------------ | --------------------------- | ----------------- | --- |
| 1. | Red Ball             | Matthew Penn       | David Wilcox                | 21 september 2005 | James LeGros - Dwight Jacobs Wendy Hoopes - Denise Clark Brooke Smith - Margot Bell Adam Arkin - Charlie Graham Lindsay Crouse - rechter Deidre Hellstrom                                                               |
| Een jong meisje wordt ontvoerd tijdens een carjacking en Green en Fontana gaan op onderzoek uit. De enige connectie met het meisje is een ex-gedetineerde die alleen wil praten in ruil voor een strafregeling. McCoy staat nu voor een dilemma, sluit hij een pact met de duivel of niet? |                      |                    |                             |                   | |
| 2. | Flaw                 | Jean de Segonzac   | Chris Levinson              | 28 september 2005 | Mariska Hargitay - rechercheur Olivia Benson Ice-T - rechercheur Odafin 'Fin' Tutuola Estella Warren - April Troost Lynda Carter - Lorraine Dillon Ben Shenkman - Nick Margolis Paul Hecht - ex-man van Lorraine Dillon |
| Wanneer het lichaam van Patrick Sullivan wordt gevonden met een visitekaartje van rechercheur Olivia Benson in zijn portemonnee, Green en Fontana bellen dan naar SVU voor hulp op deze zaak. Na onderzoek wordt duidelijk dat Sullivan te maken had met moeder Lorraine Dillon en dochter April Troost, beide beroepscriminelen die Benson nog niet te pakken heeft gehad. Dillon bekent de moord op Sullivan en dat zij dit gedaan heeft om haar dochter te beschermen. April vertelt hierna een heel ander verhaal en nu krijgen McCoy en Benson een discussie om wie de waarheid vertelt. |                      |                    |                             |                   | |
| 3. | Ghosts               | Constantine Makris | Rick Eid                    | 5 oktober 2005    | Raymond J. Barry - Robert Dolan David Vadim - Johnny Zona Quentin Mare - Nick Zona Lee Tergesen - advocaat Heller John Dossett - rechter Martin Schnell                                                                 |
| Een man doet op een sterfbed een bekentenis over een tienjarige oude moordzaak van een jonge model tegen Fontana, terwijl Fontana altijd heeft geloofd dat haar vader de dader was. Branch en de vader willen dat deze zaak gesloten blijft maar McCoy is vastberaden om naar de rechter te gaan. |                      |                    |                             |                   | |
| 4. | Age of Innocence     | David Platt        | Davey Holmes                | 12 oktober 2005   | Derek Cecil - Steven Lamar Beth Dixon - Pam Lamar Michael Hayden - advocaat Carvey John Aylward - Harlan Dwyer David Lipman - rechter Morris Torledsky                                                                  |
| Wanneer een man wordt vermoord gaan Green en Fontana op onderzoek uit. Zij ontdekken dat het slachtoffer net op het punt stond om euthanasie te laten plegen op zijn comateuze vrouw, nu willen zij de moordenaar zoeken onder de tegenstanders. Als zij twee verdachten vinden lopen zij tegen een probleem, zij hebben allebei een ijzersterke alibi. |                      |                    |                             |                   | |
| 5. | Lifeline             | Rosemary Rodriguez | Greg Plageman               | 19 oktober 2005   | Reed Diamond - mr. Klein Enid Graham - mrs. Drucker William Sadler - Kevin Drucker Brad Fleischer - Patterson Drucker Jené Hernandez - Lola                                                                             |
| Wanneer het lichaam van journaliste Teresa Richter wordt gevonden gaan Green en Fontana op onderzoek uit. Zij ontdekken dat haar dood te maken heeft met haar onderzoek naar de Latijns-Amerikaanse bende L-12. Verder onderzoek leidt hen naar Kevin Drucker, een zakenman die zijn auto als gestolen had opgegeven maar in werkelijkheid heeft hij de auto als betaling aan de bende L-12 gegeven om zijn zoon Patterson te beschermen. McCoy beseft dat hij de bende L-12 alleen aan kan pakken voor de moord op Richter via Drucker, maar deze wil alleen getuigen als de veiligheid van zijn zoon gegarandeerd kan worden. Dit wordt moeilijk omdat zijn zoon samen met bendeleden van L-12 in de gevangenis zit. |                      |                    |                             |                   | |
| 6. | Birthright           | Constantine Makris | David Slack                 | 2 november 2005   | Myra Lucretia Taylor - Lillie Sands Stephanie Roth Haberle - Gloria Rhodes Richard Brooks - Paul Robinette |
| Traci Sands sterft tijdens politiehechtenis, nadat zij gearresteerd was voor de moord op de man die haar aangegeven had bij de kinderbescherming. Dr. Rodgers ontdekt dat zij gestorven is omdat iemand haar een medicijn heeft gegeven dat haar sikkelcelziekte activeerde en daaraan gestorven is. Green en Fontana volgen het spoor naar een kliniek en verpleegster Gloria Rhodes, zij denken dat Rhodes denkt de wereld te redden door vrouwen te steriliseren waarvan zij denkt dat zij geen goede moeders kunnen zijn. Als McCoy haar voor de rechter daagt dan ontmoet hij de voormalige assistent Paul Robinette als de advocaat van Rhodes. |                      |                    |                             |                   | |
| 7. | House of Cards       | Michael Pressman   | Wendy Battles               | 9 november 2005   | Becky Ann Baker - advocate Carolyn Walters Tricia Paoluccio - Jeannie Scott Victor Verhaeghe - Frank Stoll Wendy Moniz - Arlene Tarrington Anthony Holds - Steve Monroe                                                 |
| Wanneer een alleenstaande moeder dood wordt gevonden in haar appartement gaan Green en Fontana op onderzoek uit. Zij komen erachter dat haar vijfdagen oude baby wordt vermist, zij komen uit bij Arlene Tarrington die denkt dat de baby van haar is. Haar advocate verklaart dat zij lijdt aan postpartumdepressie en dat zij hierdoor niet toerekeningsvatbaar is voor de moord en ontvoering. Tevens komt een andere man naar voren die verklaart dat hij de biologische vader is van de baby, McCoy is nu gedwongen om te beslissen wie van deze twee verantwoordelijk is voor de moord. |                      |                    |                             |                   | |
| 8. | New York Minute      | Don Scardino       | Nicholas Wootton            | 16 november 2005  | Daniel Roebuck - Nathaniel Prentiss John Bedford Lloyd - advocaat van Nathaniel Prentiss Stephen Lang - Terry Dorn Terrence Mann - advocaat van Terry Dorn Michael Potts - Lester Wilkes                                |
| Wanneer een vrachtwagenchauffeur wordt vermoord gaan Green en Fontana op onderzoek uit. Zij ontdekken dat de chauffeur regelmatig illegale buitenlanders het land in smokkelde met de vrachtwagen. Na onderzoek verdenken zij een medewerker van de burgerpolitie aan de grens van de moord op de chauffeur. |                      |                    |                             |                   | |
| 9. | Criminal Law         | Ed Sherin          | David Wilcox                | 23 november 2005  | Maddie Corman - Elaine Bowman Daniel Hugh Kelly - Leland Barnes Thomas Sadoski - Robert Barnes Johnathan Tchaikovsky - Harlan Barnes Charles Dumas - McNelly                                                            |
| Wanneer er drie vrouwen worden vermoord met dezelfde achternaam gaan Green en Fontana op onderzoek uit. Het onderzoek leidt hen naar een negenjaar oude veroordeling van Leland Barnes, die zijn vrouw had doodgeschoten in een kantoor vol met mensen. Met twee van de drie getuigen dood en McCoy op een moordlijst besluiten de rechercheurs om Barnes te ondervragen. Barnes zit nog steeds in de gevangenis en nu willen zij weten of hij iemand ingeschakeld heeft voor de moorden op de getuigen. Hun onderzoek leidt hen naar de twee zonen van Barnes, dit geeft een verrassende uitkomst. |                      |                    |                             |                   | |
| 10. | Acid                 | Michael Pressman   | Richard Sweren              | 30 november 2005  | John Mese - Jason Corley Michael Tucker - Terrence Putney Kat Foster - Justine Annie Corley - Christine Hill Elizabeth Lundberg - Callie Newton                                                                         |
| Wanneer een vrouw door zelfmoord dood wordt gevonden in haar woning komen Green en Fontana erachter dat het een dochter was van een oude vriendin en college van Van Buren. Samen met de rechercheurs gaat zij achter de man aan die maanden geleden het gezicht van het slachtoffer overgoten heeft met een brandend goedje, dit resulteerde in haar zelfmoord. Van Buren krijgt weinig hulp van haar oude vriendin omdat zij bang is om te praten voor de veiligheid van haar andere dochter. McCoy en Borgia lopen averij op in de rechtszaak als Van Buren gaat getuigen in de rechtbank en bijna meineed pleegt om de verdachte, Jason Corley, achter de tralies te krijgen. |                      |                    |                             |                   | |
| 11. | Bible Story          | Rick Wallace       | Richard Sweren              | 7 december 2005   | Allan Miller - Rabbijn Geller Zach Grenier - Barry Speicher Mark Feuerstein - Eric Speicher Lisa Gorlitsky - Rachel Speicher Kevin O'Rourke - Stan Malloy Gerry Bamman - rechter Thomas Everton                         |
| Wanneer Jeffrey Kilgore vermoord wordt gevonden, nadat hij een Joods Heilige Boek heeft vernietigd voor een Synagoge, gaan Green en Fontana op onderzoek uit. Het spoor leidt hen naar Barry Speicher die de moord bekend, maar zijn neef Eric Speicher wordt in de ogen van McCoy de verdachte als de vrouw van Barry hem verteld dat Eric veel verliest als Barry naar de gevangenis moet. McCoy brengt Barry voor de rechter maar hun kroongetuige keert tegen hem. |                      |                    |                             |                   | |
| 12. | Family Friend        | Jean de Segonzac   | Philippe Browning           | 11 januari 2006   | Amy Ryan - Valerie Messick Bill Smitrovich - Ernie Vincent Guastaferro - Bob Cerullo Brad Calcaterra - Jay Fleckner Mike Hodge - rechter Delano Burns                                                                   |
| Wanneer Philip en Valerie Messick thuis aangevallen worden waarbij Philip komt te overlijden gaan Green en Fontana op onderzoek uit. Het spoor leidt hen naar een kruimeldief genaamd Jay Fleckner, nadat Fleckner geen verdachte meer is door de getuigenis van Valerie wordt hij dood gevonden. Hierna realiseren de rechercheurs al snel dat Bob Cerullo, een familievriend van de slachtoffers, de dader is. Als McCoy hem wil aanklagen komt een gepensioneerde politieagent naar voren en vertelt dat hij in het verleden bewijsstukken heeft gemanipuleerd en wil dat McCoy de aanklacht tegen Cerullo laat vallen. Mocht McCoy dit weigeren zal hij aan de buitenwereld laten weten van de manipulatie, dit zal ervoor zorgen dat al de veroordelingen waar hij bij betrokken was in gevaar komt. |                      |                    |                             |                   | |
| 13. | Heart of Darkness    | Richard Dobbs      | Carter Harris               | 18 januari 2006   | John Rubinstein - mr. Thurber Corey Stoll - Gerald Ruane Susan Floyd - Jessica Sheets Jessalyn Gilsig - Angela Burquette Stephen Henderson - rechter Marc Kramer                                                        |
| Wanneer een journalist dood wordt gevonden gaan Green en Fontana onderzoeken of het zelfmoord was of moord. Als zij de bewijzen bekijken dan lijkt het erop dat het moord was, en zij verdenken zijn vriendin omdat hij nog steeds seks had met zijn ex-vrouw. Maar hun verder onderzoek leidt hen naar een heel andere richting. |                      |                    |                             |                   | |
| 14. | Magnet               | Adam Bernstein     | David Black                 | 8 februari 2006   | Kathleen Turner - Rebecca Shane Felix Solis - mr. Garcia James McAdams - Greg Loomis John Terry - Sherman Loomis Rey Valentin - Freddie Colon                                                                           |
| Wanneer een student wordt vermoord gaan Green en Briscoe op onderzoek uit. Zij komen uit bij een student van rijke afkomst, deze heeft zijn medestudent vermoord omdat hij de antwoorden van een test niet verkocht aan hem. In de rechtszaal komt de advocaat van de verdachte met het argument dat zijn cliënt niet verantwoordelijk is voor zijn daden, dit vanwege de medicijnen die hij voorgeschreven heeft gekregen. |                      |                    |                             |                   | |
| 15. | Choice of Evils      | Michael Pressman   | David Wilcox                | 1 maart 2006      | Molly Price - Allison Ashburn Adam Grupper - John Ashburn Lauren Hodges - Tina Keith Penny Johnson - mrs. Booker Jordan Charney - rechter Donald Karan                                                                  |
| Wanneer het lichaam van een tiener wordt gevonden in een winkel dan gaan Green en Fontana op onderzoek uit. Het onderzoek leidt hen naar een DNA-spoor van een veroordeelde verkrachter en seriemoordenaar. Daarna leidt het spoor naar Allison Ashborn, de moeder van de tiener en ex-vrouw van de veroordeelde. Als de rechercheurs de moord op willen lossen ontdekken zij dat de tiener pas zijn vriendin Tina zwanger heeft gemaakt, en zijn moeder zegt dat hij haar zoon lang niet meer heeft gezien maar zij heeft hem pas nog geld gegeven. Uiteindelijk bekent de moeder dat zij haar zoon heeft vermoord nadat de politie haar nieuwe man John had gearresteerd, zij heeft de moord gepleegd om de wereld te redden voor haar zoon. Dit omdat zij geloofde dat haar zoon hetzelfde zou worden als zijn biologische vader. McCoy en Borgia wacht nu een moeilijke taak om de moeder te laten berechten, zij heeft alle schijn van een perfecte moeder. |                      |                    |                             |                   | |
| 16. | Cost of Capital      | Michael Watkins    | Rick Eid                    | 8 maart 2006      | Lisa Zane - Sophia Keener Keir Dullea - Andrew Keener Martin Donovan - Robert White Sarah Steele - Katie White Kenneth Tigar - dr. Sheldon Saperstein Roma Maffia - Vanessa Galiano                                     |
| Wanneer een vrouwelijke bankier wordt vermoord gaan Green en Fontana op onderzoek uit, en ontdekken dat zij een relatie had met haar baas. Zij verdenken hierna de baas van de moord, en de rechtszaak die McCoy voert tegen de baas hangt af van de getuigenis van de veertienjarige dochter van de verdachte. Deze getuigenis brengt echter een schokkend familiegeheim naar boven. |                      |                    |                             |                   | |
| 17. | America, Inc         | Jean de Segonzac   | Richard Sweren              | 22 maart 2006     | Adam Scott - Robbie Howell Pablo Schreiber - Kevin Boatman Luke Reilly - mr. Howell Christopher Durham - Diamond River vertegenwoordiger Tovah Feldshuh - Danielle Melnick Tom Mardirosian - rechter Keith Fischer      |
| Wanneer het lichaam van Jeffrey Pope, een huursoldaat, wordt gevonden gaan Green en Briscoe op onderzoek uit. Zij verdenken Robbie Howell, een jongere broer van een man genaamd Nick Howell die gestorven is door incompetentie van Pope in Irak, van de moord. Tevens verdenken zij ook Kevin Boatman, een collega van Nick, die getuige was van de tragische gebeurtenis in Irak. Tijdens de rechtszaak gooit Kevin een bom neer door te zeggen dat hij weet waar Pope krijgsgevangene vasthield waaronder een gezochte terrorist. McCoy en Branch breken nu hun hoofd over de vraag of zij de moordenaar moeten laten lopen om de terrorist te krijgen. |                      |                    |                             |                   | |
| 18. | Thinking Makes It So | Tony Goldwyn       | Michael S. Chernuchin       | 29 maart 2006     | Peter Jacobson - Randolph J. 'Randy' Dworkin Michael Countryman - Howard Grant Teri Lamm - Cheryl Grant Stephen Schnetzer - Mitchell Lowell                                                                             |
| Wanneer er een bankoverval plaatsgevonden heeft gaan Green en Fontana op onderzoek uit. Zij ontdekken dat de bankdirecteur meegeholpen heeft, hij moest dit omdat zijn dochter gegijzeld werd door de werkelijke overvallers. Één overvaller is gedood tijdens de overval en de rechercheurs achterhalen de tweede overvaller, Fontana gebruikt dan extreem geweld bij de verdachte voor antwoorden van hem over de verblijfplaats van de ontvoerde dochter. Zijn advocaat gebruikt in de rechtszaak dit geweld om zijn cliënt vrij te krijgen. McCoy moet nu een manier vinden om het geweld van Fontana te omzeilen zodat de verdachte toch berecht kan worden. |                      |                    |                             |                   | |
| 19. | Positive             | Richard Dobbs      | Sonny Postiglione           | 5 april 2006      | Vondie Curtis-Hall - dr. Andrew Copelan Jason Antoon - advocaat Hogenbaum Jennifer Van Dyck - dr. Elaine Clemens Portia - Pamela Henson Michael Mulheren - rechter Harrison Taylor                                      |
| Wanneer een tiener zelfmoord pleegt, omdat hij van tevoren geschoten heeft op een dokter en daarin een onschuldige raakte, gaan Green en Fontana op onderzoek uit waarom hij op de dokter schoot. Zij ontdekken dat zijn jongere zus onlangs is overleden aan aids, en komen uit bij de behandelde dokter die experimentele medicijnen heeft toegediend aan de zus die nog niet goedgekeurd waren door de gezondheidsdienst. McCoy wil nu de dokter vervolgen voor dood door schuld. |                      |                    |                             |                   | |
| 20. | Kingmaker            | Don Scardino       | David Slack                 | 3 mei 2006        | Garret Dillahunt - Eric Lund Sam Freed - Tom Baker John McMartin - Ron Grayson Dylan Baker - Sanford Rems Robert Hogan - rechter Hugo Bright                                                                            |
| Wanneer een advocate vermoord wordt gevonden in een prestigieus advocatenkantoor gaan Green en Fontana op onderzoek uit. De rechercheurs vermoeden dat een van haar voormalige geliefden de dader is, echter DNA wijst een collega aan als de dader. Tijdens de rechtszaak raakt Green zwaargewond tijdens het begeleiden van een onwillege getuige. |                      |                    |                             |                   | |
| 21. | Hindsight            | Jean de Segonzac   | Chris Levinson              | 10 mei 2006       | Michael Imperioli - rechercheur Nick Falco Tonya Pinkins - Angela Young Bambadjan Bamba - Henry Young Howard W. Overshown - Kyle Rowen Kenya Brome - Keisha Sipes                                                       |
| Wanneer de voormalige college van Green Nick Falco een dode vrouw in zijn badkamer vindt gaan Green en Fontana op onderzoek uit. Zij is vermoord en Falco wordt nu verdacht dat hij de moord heeft gepleegd. Het verdere onderzoek wordt belemmerd door Falco die wanhopig zijn onschuld wil bewijzen, maar Falco merkt dat de bewijzen tegen hem steeds sterker worden. |                      |                    |                             |                   | |
| 22. | Invaders             | Matthew Penn       | Richard Sweren David Wilcox | 17 mei 2006       | Ritchie Coster - Kevin Almonte Bruce MacVittie - Frank Andreas Karen Young - mrs. Milford David Rossmer - Lester Cook Daniel Benzali - rechter Wade Bookman Lynn Cohen - rechter Elizabeth Mizener                      |
| Een zaak met nep DEA insignes leidt tot de moord op assistente Borgia. Nu is McCoy gedwongen tot het nemen van dubieuze tactieken om te verzekeren dat de moordenaars voor het gerecht komen. |                      |                    |                             |                   | |